# Karl Bartsch
Karl Friedrich  Adolf Konrad Bartsch, född den 25 februari 1832 i Sprottau, död den 19 februari 1888 i Heidelberg, var en tysk filolog.
Bartsch var 1858–71 professor i tysk och romansk filologi i Rostock och därefter i Heidelberg. Han var främst metriker och textutgivare. Han undersökte och offentliggjorde ett stort antal fornfranska, provensalska och forntyska dikter och därigenom bidrog han väsentligt till kännedomen om medeltidens litteraturer och språk. 
Bland arbeten av Bartsch kan nämnas Untersuchungen über das Nibelungenlied (1865), den kritiska upplagan av "Nibelungenlied" (1870–80), Chrestomathie de l'ancien français (700–1400-talet, texter och glossar, jämte en av A. Horning utarbetad fornfransk grammatik, 7:e upplagan 1901), upplagor av Wolframs "Parzival und Titurel", "Kudrun", "Sancta Agnes" och Der Strickers "Karl".
Därtill kommer uppsatser i tidskriften "Germania", som han redigerade från 1869. Bartsch utgav även översättningar av Robert Burns och Dante samt egna dikter.